# Dżarir Ibn Atijja
Dżarir Ibn Atijja, arab. جرير بن عطية (pełne imię: Al-Dżarir Ibn Atijja Ibn al-Chatafa Ibn Badr) (ur. ok. 650, zm. ok. 732/733) – arabski poeta okresu umajjadzkiego.

## Życiorys
Należał do klanu Banu Kulajb Ibn Jarbu, odłamu plemienia Tamim, rozpowszechnionego we wschodniej części centralnej i północnej Arabii. Jarbu koczowali na terenach Al-Jamamy. Dżarir rozpoczął swoją karierę poetycką od słownych potyczek z poetami rodzimego regionu, które miały być jego żywiołem przez całe życie. W sumie wymienia się czterdziestu poetyckich rywali Dżarira. Ok. roku 683/684 rozpoczął słynną czterdziestoletnią poetycką dysputę z Al-Farazdakiem, który również należał do Tamim, ale wywodził się z klanu Mudżaszi, i miał się stać jego głównym literackim przeciwnikiem. Bezpośrednim powodem rozpoczęcia ich słownej rywalizacji miał być zadawniony spór pomiędzy ich klanami o kradzież wielbłąda. Kiedy Dżarir przeniósł się do Basry i ponownie spotkał tam Al-Farazdaka w wyniku ich poetyckich kłótni zaczęło dochodzić do takich scen, że musiały interweniować władze. W Iraku Dżarir zaczął pisać pochwalne kasydy na cześć Al-Hakama Ibn Ajjuba, urzędnika namiestnika Al-Hadżdżadża Ibn Jusufa, który wkrótce polecił go swojemu panu. Za pośrednictwem Al-Hadżdżadża, który miał pozostać przyjacielem Dżarira do końca swojego życia, ten trafił na dwór kalifa Abd al-Malika (685–705). Mimo dosyć przychylnego przyjęcia kalif nad jego wiersze przedkładał jednak twórczość Al-Achtala, który na umajjadzkim dworze odgrywał dla Dżarira rolę nowego Al-Farazdaka. Stosunki Dżarira z następcą Abd al-Malika, Al-Walidem (705–715), były jeszcze gorsze, ten bowiem bronił swojego faworyta Adiego Ibn ar-Rikę przed atakami Dżarira. Ten ostatni miał nawet być poddany biczowaniu i publicznemu obnażeniu za satyryczne uwagi na temat dam dworu. Lepiej powodziło się Dżarirowi za panowania pobożnego Umara (717–720), który nie przejawiając zainteresowania poezją pozostawał neutralny w stosunku do sporów jej twórców. Dżarir starał się zdobyć także poparcie Jazida (720–724) i Hiszama (724–743), pisząc panegiryki na ich cześć. Pod koniec życia powrócił do Al-Jamamy, gdzie posiadał ziemię. Zmarł w wieku ponad osiemdziesięciu lat, niedługo po Al-Farazdaku. Spośród jego licznych potomków trzech synów także zajęło się poezją, jednak nie osiągnęli poziomu ojca.
Dżarir wraz z Al-Farazdakiem i Al-Achtalem zaliczany jest tradycyjnie do "wielkiej trójki" poetów okresu umajjadzkiego. O stopniu w jakim współcześni byli zaangażowani w jego pojedynek z Al-Farazdakiem świadczy choćby słynna anegdota o kłótni w tej kwestii pomiędzy żołnierzami Al-Muhallaba w trakcie wojny z azrakitami, którą na korzyść Dżarira miał rozstrzygnąć charydżycki jeniec. W poetyckim dywanie Dżarira dominują satyry, z których większość jest skierowana przeciwko Al-Farazdakowi. Z formalnego punktu widzenia jego poezja jest utrzymana w ramach staroarabskich wzorców kasydy – z prologiem ("nasib"), opisem podróży i głównym tematem utworu. Ten ostatni był u niego najczęściej związany ze sprawami dworu – stąd spotykamy u niego panegiryki i elegie. Jednak to "satyryczne tematy i wypady przeciwko wrogom obfitują w całej poezji Dżarira, spotyka się je nawet w erotykach czy we wstępach miłosnych do kasyd. Satyra była jego żywiołem".